# Nixe (Schiff, 1939)
Die Nixe, Baunummer SS 501, wurde als Bereisungsboot mit Dampfantrieb 1939 von der Nobiskrug-Werft in Rendsburg für die Kanalbehörden gebaut und auf der Elbe und dem Mittellandkanal eingesetzt. Bis 1945 unterstand das Schiff dem Preußischen Maschinenbauamt Magdeburg-Rothensee und nach dem Krieg bis 1971 dem Wasser- und Schifffahrtsamt Hitzacker. Danach wurde die Nixe in die Niederlande verkauft und kam später wieder nach Deutschland zurück. Das Schiff gehört jetzt zum Westfälischen Industriemuseum Altes Schiffshebewerk Henrichenburg und liegt dort im Museumshafen. Seit 1998 ist die Nixe wieder betriebsfähig; sie besitzt eine Zulassung für die Bundeswasserstraßen.

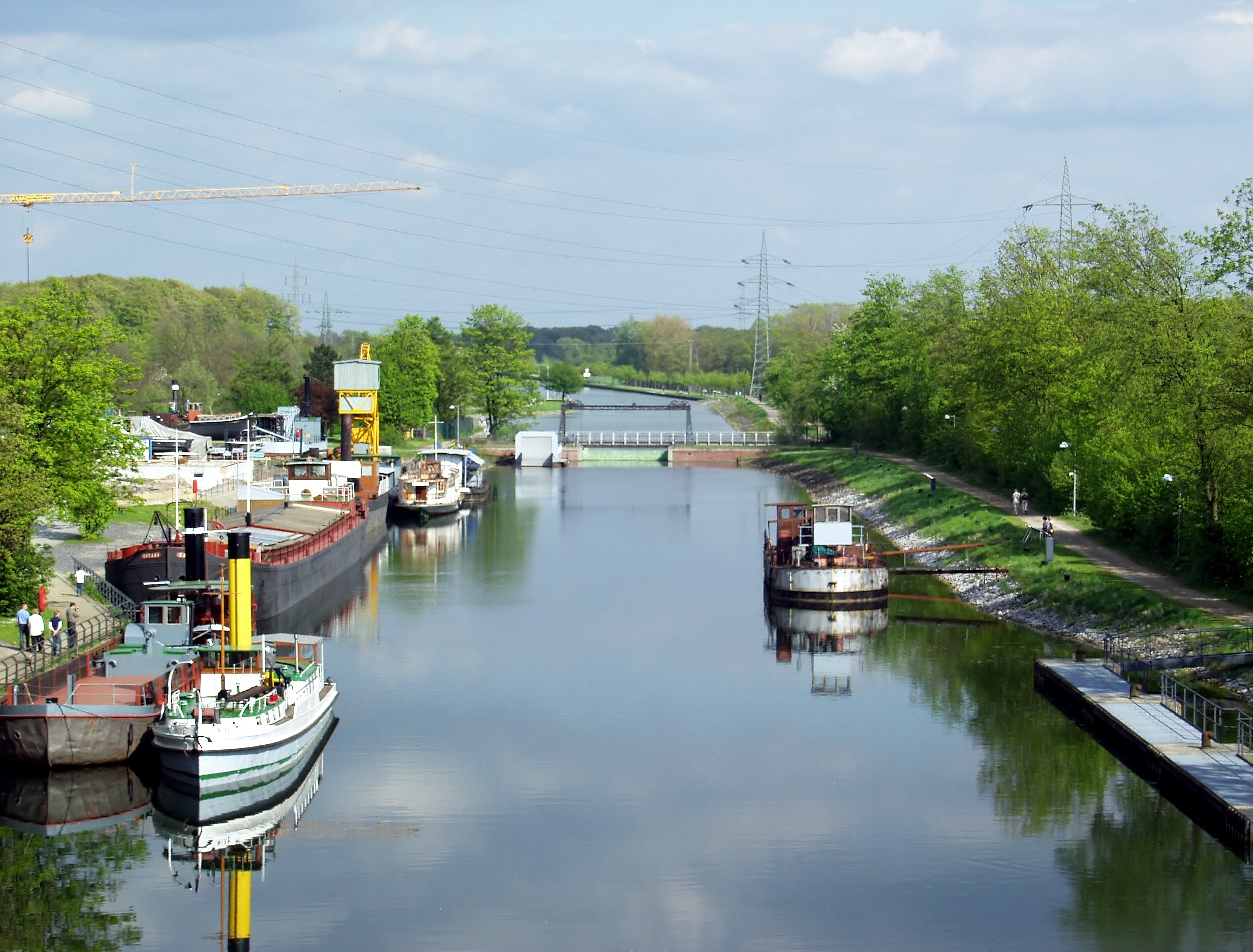
Nixe links im Vordergrund

## Konstruktion
Der Rumpf ist aus Schiffbaustahl geschweißt. Im Vorschiff sind die Unterkünfte und sanitäre Einrichtungen für die vierköpfige Besatzung sowie eine kleine Küche für die Bewirtung von Fahrgästen eingerichtet. Der hohe Schornstein ist für die Unterquerung von niedrigen Brücken umlegbar. Auf den achteren Aufbauten befindet sich eine Schleppvorrichtung. Die Besatzung besteht aus dem Schiffsführer, einem Heizer, einem Maschinisten und einem Matrosen.

## Antrieb
Das Schiff ist mit zwei 55 PS starken, stehenden Dreizylinder-Verbunddampfmaschinen der Maschinenbauanstalt Übigau ausgerüstet, die auf zwei Festpropeller wirken. Zur Dampferzeugung hat es einen liegenden Flammrohrkessel mit 34 m² Heizfläche und einem maximalen Betriebsdruck von 16 atm, Fabrikat Christiansen und Mayer, Hamburg. Der Kohlebunker fasste sechs Tonnen und der Ballasttank 7000 Liter.